# Euxoa flavisignata
Euxoa flavisignata là một loài bướm đêm trong họ Noctuidae.